# 402 av. J.-C.
Cette page concerne l'année 402 av. J.-C. du calendrier julien proleptique.

## Événements
- Élection à Rome de tribuns militaires à pouvoir consulaire : Caius Servilius Ahala, Aulus Manlius Vulso Capitolinus, Manius Sergius Fidenas, Quintus Sulpicius Camerinus Cornutus, Quintus Servilius Fidenas et Lucius Verginius Opiteris Tricostus Esquilinus. Anxur est prise par les Volsques. Une armée de Faléries intervient pour secourir Véies assiégée par les Romains[1].